# Кожухар, Алексей Васильевич
Алексей Васильевич Кожухар — советский хозяйственный, государственный и политический деятель, Герой Социалистического Труда.

## Биография
Родился в 1936 году в селе Новотроицкое. Член КПСС.
С 1955 года — на хозяйственной, общественной и политической работе. В 1955—2001 гг. — комбайнер, механизатор, тракторист колхоза «Красный маяк» Минусинского района Красноярского края.
Указом Президиума Верховного Совета СССР от 11 декабря 1973 года за большие успехи, достигнутые во Всесоюзном социалистическом соревновании, и проявленную трудовую доблесть в выполнении принятых обязательств по увеличению производства и продажи государству зерна и других продуктов земледелия в 1973 году присвоено звание Героя Социалистического Труда с вручением ордена Ленина и золотой медали «Серп и Молот».
Избирался депутатом Верховного Совета СССР 9-го и 10-го созывов. Делегат XXVI съезда КПСС.
Почётный гражданин Минусинского района (1994).
Умер в селе Новотроицкое в 2009 году.